# María Saturnina Bárbara de Otálora y Ribero
Saturnina Bárbara Otálora y del Ribero (Buenos Aires, Gobernación del Río de la Plata, Imperio Español, noviembre de 1771 - Buenos Aires, Confederación Argentina, 13 de agosto de 1842) fue una Patricia argentina, hija de una de las familias más prominentes del Buenos Aires colonial, fue la segunda esposa de Cornelio Saavedra, primer presidente tras la Revolución de Mayo.

## Biografía
María Saturnina Bárbara Otálora y del Ribero nació en Buenos Aires, Gobernación del Río de la Plata (Argentina), hija del coronel José Antonio Gregorio de Otálora, regidor del Cabildo de Buenos Aires y uno de los más ricos comerciantes del territorio, y de Josefa del Ribero y Cossio. Fue bautizada el 30 de noviembre de 1771.
El 28 de abril de 1801 contrajo matrimonio con Cornelio Saavedra, futuro presidente de la Primera Junta elegida a resultas de la revolución del 25 de mayo de 1810.
Relata Saavedra en sus Memorias:"Yo era un hombre viudo sin haber cumplido los cuarenta años. A cargo de tantos hijos, comprendí que el hogar necesitaba la presencia de una nueva compañera. La Providencia puso en mi camino a mi adorada doña Saturnina Bárbara de Otálora y Rivero, con quien contraje casamiento en el año 1801. Con ella acrecenté la prole, pues de nuestra unión nacieron Agustín, Dominga, Mariano, Francisco y tres angelitos que murieron: Pedro, Melitón y María Mercedes(...) Saturnina era hija de un matrimonio de malagueños conformado por el comandante Antonio Otálora y por doña Josefa del Rivero. Una de sus hermanas, Manuela, se unió en matrimonio al Coronel Manuel Soler. La otra hermana, Ana María, fue la segunda esposa de don Benito Rivadavia, padre de Bernardino Rivadavia, el secretario del Triunvirato que tanto daño me hizo."
A la muerte de su padre, Saturnina heredó el "Rincón de Cabrera", situado en la confluencia del Río Areco, el Riacho del Baradero y el Paraná de Las Palmas, uno de los varios puestos que tenía la estancia Rincón de las Palmas, antigua reducción y estancia jesuítica adquirida por su padre tras la expulsión de la Orden.
En esa estancia el matrimonio pasaría gran parte de su vida una vez que Saavedra pudo regresar del destierro dispuesto por las autoridades del primer Triunvirato. Allí Saavedra se dedicó a tareas rurales para obtener el sustento de su numerosa familia. En esa estancia redactó buena parte de sus Memorias Autógrafas y testó el 28 de noviembre de 1828.
Allí, al referirse a la subsistencia de su esposa dice "muero con el consuelo de que tiene con qué vivir el resto de sus días con lo heredado de sus padres, y adelantado después, en lo que es notoria también, la influencia que ha tenido ésta laboriosa madre. Como lo principal de ésta su subsistencia consiste en la estancia del Rincón de Cabrera, que por sus adelantos exige mayor vigilancia y contracción".
Saturnina Otálora falleció en su ciudad natal el 13 de agosto de 1842.
Dos retratos en miniatura, uno de ellos atribuido a Jean Philippe Goulú (1828), se encuentran en el Museo Histórico de Buenos Aires Cornelio de Saavedra.